# Ober-Mörlen
Ober-Mörlen – gmina w Niemczech, w kraju związkowym Hesja, w rejencji Darmstadt, w powiecie Wetterau, leży u podnóża gór Taunus, nad rzeką Usą. Gmina 30 czerwca 2013 liczyła 5714 mieszkańców.

## Historia
W dzielnicy gminy Langenhain-Ziegenberg znajduje się zamek z XIV wieku zniszczony podczas II wojny światowej, obecnie odbudowany. W bezpośrednim sąsiedztwie zamku Adolf Hitler posiadał jedną ze swoich kwater głównych – FHQ Adlerhorst (pol. Orle Gniazdo).